# Nothochlaena sulphurea
Nothochlaena sulphurea là một loài thực vật có mạch trong họ Pteridaceae. Loài này được (Cav.) J. Sm. mô tả khoa học đầu tiên.